# 金炼卷管螺
金炼卷管螺（学名：Gemmula speciosa），是新腹足目卷管螺科珠环卷管螺属的一种。主要分布于中国大陆、台湾，常栖息在浅海沙底、潮下带。
其种加词“speciosa”意为“外表美丽的”。